# Pavao Skalić

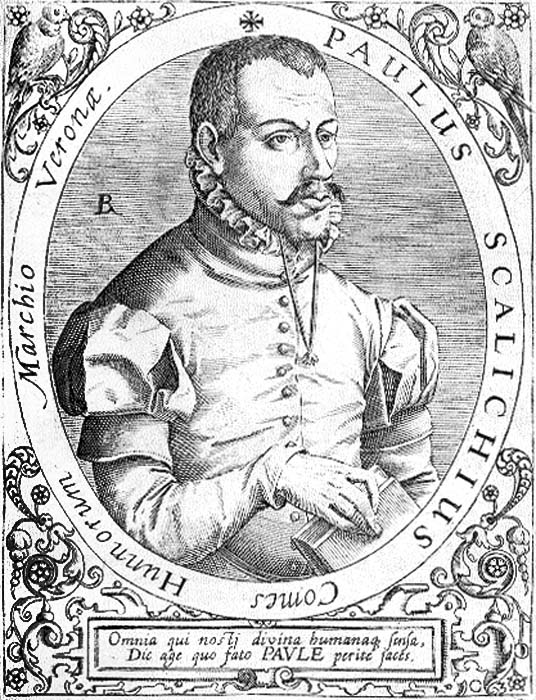
Pavao Skalić

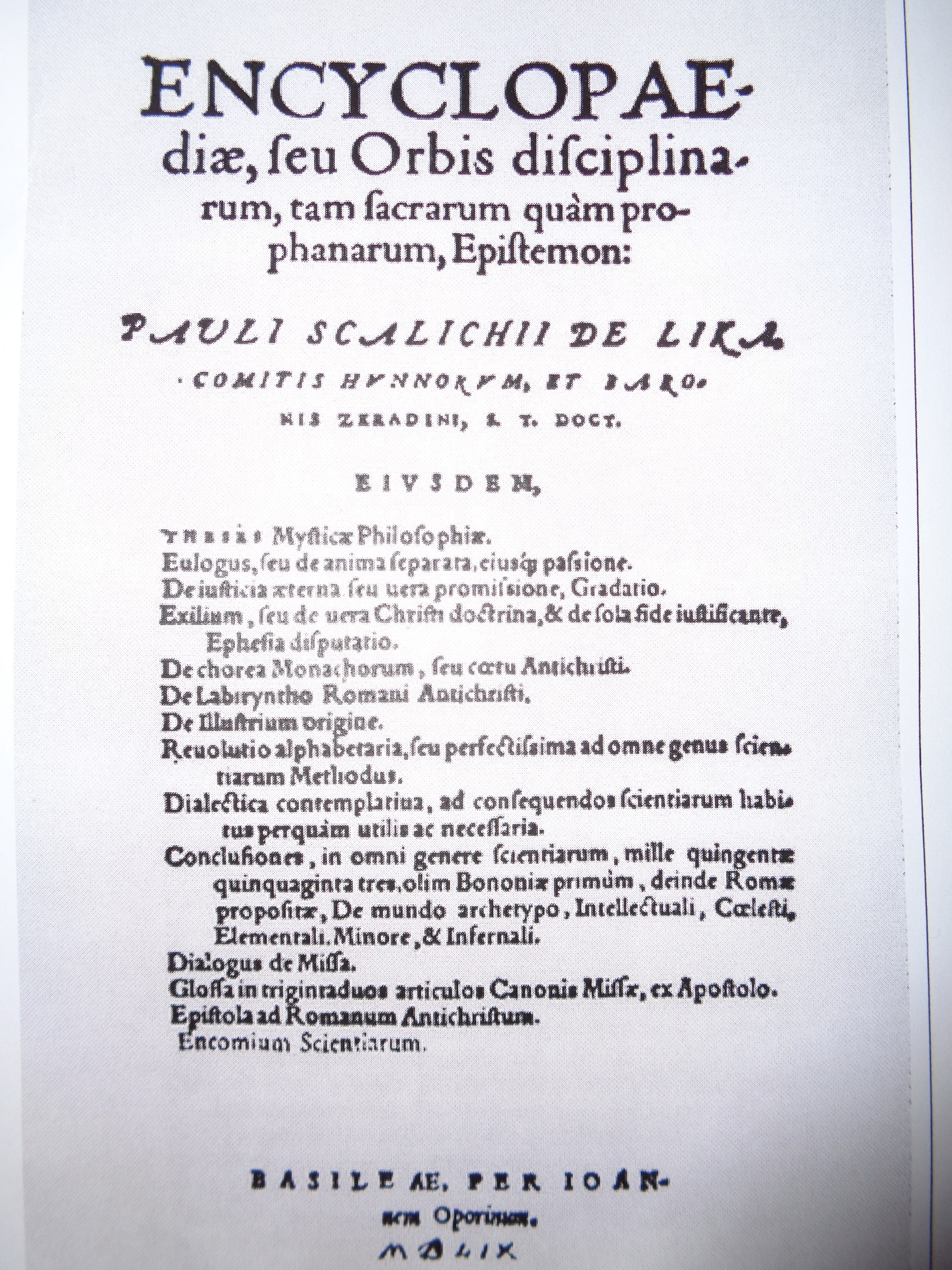
Titelseite der Skalićs "Encyclopaediae...", veröffentlicht 1559 in Basel

Pavao Skalić, auch Paul Skalich, Paul Scaliger, latinisiert: Paulus Scalichius [auch: Scaligius] de Lika, vorgeblicher „Fürst de la Scala“ (1570), „Graf zu Hun und Lycka“ (1571), „Markgraf von Verona“ (* 1534 in Zagreb; † 1575 in Danzig), war ein kroatischer Humanist, Priester, Abenteurer, Enzyklopädist und Universalgelehrter.
Außerdem war er ein Anhänger des Ramon Llull und Verfasser des ersten Werkes, in dessen Titel das Wort „Enzyklopädie“ in der heutigen Bedeutung vorkommt. Der Namenszusatz „de Lika“ kann bedeuten, dass seine Familie aus der kroatischen Region Lika stammt.
Skalić war Kanonikus in Münster, hatte zusammen mit dem Theologen Johann Funck großen Einfluss auf Herzog Albrecht I. von Brandenburg-Ansbach und wurde dadurch wohlhabend. Intrigen und Meinungsverschiedenheiten über religiöse Themen mit dem König von Polen führten zu Funcks Hinrichtung und zu Skalićs Flucht. Seine Güter wurden konfisziert.

## Leben und Wirken
Pavao Skalić war der Sohn des aus bäuerlicher Familie abstammenden Schulmeisters Michael Jelenchych in Zagreb (Agram). Nach dem Tod seines Vaters zog die Mutter mit ihm nach Laibach und verheiratete sich dort wieder. Mit einem Stipendium des Bischofs von Laibach, Urban Textor ging Pavao Skalić 1547 nach Wien, wo er an der Universität Theologie studierte, 1551 den Magistergrad und 1552 in Bologna den Doktorgrad erlangte. Nach der Rückkehr nach Wien wurde er von Kaiser Ferdinand I. zum Hofkaplan und zum Coadjutor des Bischofs von Laibach ernannt. 1557 wurde er aufgrund von Betrügereien aus Wien ausgewiesen und begab sich nach Tübingen, wo er mit Primus Truber, Pietro Paolo Vergerio und Ungnad von Weissenwolff in Berührung kam. Er erklärte seinen Übertritt zum lutherischen Glauben und gab sich auf Grund des von ihm geführten Namens seiner Mutter für einen Nachkömmling der fürstlichen Familie der Scaliger von Verona aus. Mit den Empfehlungen verschiedener Gelehrter und Adeliger ausgestattet reiste er 1561 zu Herzog Albrecht von Preußen nach Königsberg, dessen Vertrauen er gewann und dessen Berater er wurde. Der preußische Adel wurde misstrauisch gegen den großen Einfluss Skalićs auf den Herzog und wandte sich 1565 an den König von Polen als Oberlehnsherrn. Skalić floh nach Danzig und von dort weiter nach Paris. Im Herzogtum Preußen wurde über ihn die Acht verhängt. Von Paris kehrte er nach Münster zurück, wo er sich wieder dem katholischen Glauben zuwandete und die ihn begleitenden Danziger Wirtschafterin und Bürgerstochter, Anna Fege heiratete. In Münster erlangte er die Gunst des Bischofs, knüpfte neue Verbindungen nach Preußen an, und erreichte mit Hilfe einiger polnischer Adeliger, insbesondere des Bischofs Stanisław Karnkowski, dass ihn der neue polnische König Heinrich von Valois 1574 rehabilitierte. Skalić begab sich nach Danzig, wo er Verhandlungen mit dem neuen Herzog von Preußen Albrecht Friedrich über die Rückgabe seiner Güter anknüpfte. Dazu kam es jedoch nicht mehr, da Skalić im Alter von 40 oder 41 Jahren verstarb.
Sein erstes gedrucktes Werk war 1553 Conclusiones in omni genere scientiarum (Schlussfolgerungen in allen Richtungen der Wissenschaft). Mit diesem zeigte Pavao Skalić Ambitionen eines Universalgelehrten.
In lateinischer Sprache verfasste er unter anderem theologische, philosophische, okkultistische, historiographische und polemische Schriften.
Im Titel seiner Arbeit Encyclopaediae seu orbis disciplinarum tam sacrarum quam profanarum epistemon, die 1559 in Basel veröffentlicht wurde, verwendete er den Begriff „Enzyklopädie“ als einer der ersten in der heutigen Bedeutung.

## Ansichten
In der Philosophie vertrat er die Ansicht, dass Gott den Menschen Weisheit schenkte. Ebenfalls sei die Philosophie eine Mysterie (»misterij«). Die Seele ist eine „reine Handlung“ (lateinisch: actus purus), nichtmateriell und unverkäuflich.

## Werke
Skalićs Encyclopaediae, seu orbis disciplinarum tam sacrarum quam prophanarum epistemon (ungefähr „E., oder Kompendium der theologischen und profanen Wissenschaften“) erschien 1559. Weiters verfasste er, neben theologischen und philosophischen Werken, u. a. die musikalische Abhandlung Dialogus de Lyra (Köln, 1570).
In seiner Enzyklopädie teilt er die Wissenschaften (disciplinae) zunächst in Philosophie und Theologie ein und unterteilt erstere:
Philosophie:
1. die übernatürliche, auch Metaphysik oder Erste Philosophie genannt
2. die natürliche (Naturphilosophie) mit Medizin und Physik
3. die Mathematik mit Arithmetik, Musik, Geometrie und Sphaerica 
(letztere mit Calculatoria, Geodesia, Canonica, Astrologia, Optica, Mechanica)
4. die moralische mit Ökonomie und Politik
5. die rationale mit Grammatik, Geschichte, Dialektik, Rhetorik, Poetik